# Ил Пјано (Маса-Карара)
Ил Пјано је насеље у Италији у округу Маса-Карара, региону Тоскана.
Према процени из 2011. у насељу је живело 65 становника. Насеље се налази на надморској висини од 197 м.